# Ловец в мрака
„Ловец в мрака“ (на японски: 闇の狩人) е японски филм от 1979 година, джидайгеки екшън на режисьора Хидео Гоша по негов собствен сценарий, базиран на едноименния роман на Шотаро Икенами.
В центъра на сюжета е получил амнезия ронин, който действа като наемен убиец в Едо от края на XVIII век и е въвлечен в конфликти между престъпни кланове и в интригите на амбициозен придворен, стремящ се да придобие голямо поземлено владение. Главните роли се изпълняват от Тацуя Накадаи, Йошио Харада, Сони Чиба, Аюми Ишида.